# Hallingdal
Hallingdalen er et af de store dalstrøg på Østlandet i Norge, og går gennem de nordlige dele af Viken fylke. I dalen løber  Hallingdalselven.
Hallingdal er en økonomisk og kulturel region som omfatter kommunerne Flå, Nes, Gol, Hemsedal, Ål og Hol og har omkring 20.000 indbyggere. Mange turister besøger hvert år det naturskønne område og dets byer Geilo, Sundre, Gol og  Nesbyen. Gennem Hallingdalen løber den norske rigsvej 7.
Regionen Hallingdal har ældgamle rødder og kan siges at have været en del af Vestlandet i oldtiden: Den hørte fra begyndelsen til Gulatinget og var en del af Stavanger bispedømme. Senere kom den ind under Oslo lagdømme, og 1631 blev den en del af Oslo bispedømme. Først fra da af kan Hallingdal siges at være en del af Østlandet.
Det højeste  punkt i de fjelde som omgiver dalen er på 1.933 meter: Hallingskarvet. Andre toppe er Reineskarvet (1.789 m) samt Skogshorn (1.728 m).
Det er i Hallingdal mange hytteområder, nær de store skianlæg.